# 蒙莫朗西鎮區 (伊利諾伊州懷特塞德縣)
蒙莫朗西鎮區（英語：Montmorency Township）是位於美國伊利諾伊州懷特塞德縣的一個行政鎮區。

## 地方資料
根據2010年美國人口普查的數據，蒙莫朗西鎮區的面積為92.80平方千米，當中陸地面積為92.70平方千米，而水域面積為0.10平方千米。當地共有人口2551人，而人口密度為每平方千米27.49人。